# 桑切氏鋸脂鯉
桑切氏鋸脂鯉，為輻鰭魚綱脂鯉目脂鯉亞目锯脂鲤科的其中一個種。分布於南美洲秘魯Ucayali河流域，體長可達11.4公分，和納氏臀點脂鯉一樣具有泛紅的下腹側，棲息在底中層水域，生活習性不明。

## 扩展阅读
維基物種上的相關：桑切氏鋸脂鯉